# Alexandre de Bernay
Alexandre de Bernay   (Bernay, dècada del 1150 - dècada del 1190) també anomenat Alexandre de París, degut al fet que havia viscut a París, fou un escriptor normand del segle xii.
Natural de Bernay a Normandia, Alexandre va començar a ser popular amb Elena, mare de Sant Martí, Brison i amb el romanç d'Atis i Porfilies el qual, segons ell, havia traduït del llatí. Va continuar, amb Thomas de Kent, l'obra iniciada per Lambert le Court, Li Romans d'Alixandre, traduït (más aviat imitat) de Quint Curti Rufus, de la vida d'Alexandre el Gran atribuïda a Cal·lístenes i de l'Alexandriada de Philippe Gautier de Chatillon i en el qual antigament hom pensava que s'hi havia fet servir per primer cop el vers dodecasíl·lab francès, que des d’aquell moment es va anomenar alexandrí.

## Obres
- Le Roman d'Alexandre (romanç d'Alexandre)
- L'Ystoire de la belle Helayne de Constantinople, mère de Saint Martin de Tours en Tourraine, et de Saint Brice, son frère (història d’Elena, mare de Sant Martí)